# Andrena chionospila
Andrena chionospila är en biart som beskrevs av Cockerell 1917. Andrena chionospila ingår i släktet sandbin, och familjen grävbin. Inga underarter finns listade i Catalogue of Life.